# Seznam zbraní ve Star Treku
fiktivní svět Star Treku obsahuje velké množství různých zbraní, ale stejně jako v jiných vymyšlených vesmírech je i zde důraz kladen na energeticky založené zbraně. Nicméně pro potřeby tvůrců obsahuje také klasické známé zbraně ze současnosti, od raket (v podstatě fotonové torpédo) po zbraně "na blízko" (zejména klingonské). Zde je seznam nejznámějších a nejvýznamnějších:

## Energetické zbraně

### Phaser
Phaser [fejzr] je nejčastější zbraní ve Star Treku, poprvé se objevil již v TOS a poté v každém dalším díle věnovaném Star Treku. Jeho velikost se pohybuje v rozmezí od ručního phaseru typu I až po největší lodní phasery typu XII, známé spíše pod označením X+ (instalované na lodích třídy Sovereign a základnách jako Deep Space 9), schopné kompletně zničit vesmírnou loď. Podle nastavení může i phaser typu I pouze dočasně omráčit, nebo působit zcela destruktivně (a to i na neživou hmotu). Účinek phaserového paprsku lze nastavit v několika krocích, nejčastěji používané je nastavení na omráčení, zabití a vypaření. Je standardní zbraní Hvězdné flotily od roku 2255, kdy nahradil lasery.

Původně (podle produkčních poznámek k TOS) vznikl název Phaser složením z PHoton mASER (fotonový maser), protože v té době byl laser poměrně neznámý a neočekávalo se, že jeho potenciál bude tak velký. Na druhou stranu masery té doby byly již výkonné stroje, které produkovaly velmi destruktivní impulsy záření. Postupem času byl Phaser revidován na PHASed Energy Rectification (usměrňovač sfázované energie); i když je sémantický obsah jiný, z hlediska fyziky jde o stejný princip - běžné nesouvislé světlo je "rozptýlené", kdežto lasery a masery ho usměrní a znásobí. Phasery uvolňují paprsek složený z fiktivní částic zvaných "rychlé nadiony", který se poté láme prostřednictvím supravodivých krystalů. Paradoxně je tak díky povaze fotonů blíže starý název. 

### Pulzní děla
Když lasery dosáhly horního limitu své výkonnosti, byla vynalezena nová zbraň na stanici Jupiter pro připravovanou třídu NX. Tato zbraň mohla vystřelit mnohem větší energii na delší vzdálenost, ale vysoká teplota při nepřetržité palbě mohla poškodit vysílač. Proto vědci Flotily vymysleli způsob, jak pálit ze zbraně v krátkých prudkých pulsech, čímž mohli lépe regulovat teplotu v zářiči i během delšího časového úseku.

### Fázová děla
Fázová děla jsou zbraně z 22. století, poprvé byly namontovány na Enterprise (NX-01) v epizodě Tichý nepřítel. Mají variabilní výkonnost, na Enterprise byl jejich maximální výkon 500 GJ. Jedná se předchůdce technologie phaser.

### Fázová pistole
Příruční varianta fázového děla. Oproti phaserům, které mají šestnáct druhů nastavení, tato má pouze dva: omráčení a zabití.

### Fázová polaronová děla
Jsou hlavní zbraní Dominionu, hlavního protivníka Federace v seriálu Star Trek: Stanice Deep Space Nine. Dělo vyzařuje paprsek polaronových částic, antihmotového protějšku mionu (neplést se skutečným polaronem). Krátce po svém představení zajistil Dominionu převahu, protože snadno pronikal štíty lodí všech ras z Alfa kvadrantu, nicméně postupem času byla objevena modifikace štítů zabraňující pronikání a jeho účinek se podstatně zmenšil.

### Disruptory
Disruptory používají mnohé cizí druhy, včetně Romulanů, Klingonů, Breenů nebo Cardassianů v různých tvarech a velikostech. První tři jmenované druhy využívají nejpokročilejší Typ-3 i ve 24. století. Disruptor způsobuje škody narušením molekulárních vazeb cíle, jeho dopad je popsán jako teplotní šok a pomalá hrubá síla.

### Varon-T disruptor
Varon-T disruptor vystupoval v seriálu Star Trek: Nová generace epizodě Co nejvíc hraček, kdy se o něm mluví jako o vzácném druhu disruptoru, protože ho Federace postavila mimo zákon kvůli jeho pomalému, mučivému způsobu usmrcení. Zbraň roztrhá tělo zevnitř. Kivas Fajo, Zibalianský obchodník v této epizodě, vlastní čtyři z pěti vyrobených Varonů-T.

### Lasery
Laserové pistole se objevily v původním pilotu seriálu Star Trek Klec a v dalších epizodách tohoto seriálu, ačkoli pozdější epizody Nové generace naznačí, že lasery byly již v té době zastaralé. Nicméně v jednom případě se dvěma lodím vybaveným lasery podařilo překonat i navigační štíty lodi USS Enterprise (NCC-1701-D) (epizoda Nezkrotný Okona) a nejméně ve dvou dalších případech jí bylo vyhrožování zničením laserem ozbrojenou kosmickou lodí (Tichý jako šepot, Náhle člověkem). Je zajímavé, že řezací zbraň Borgů je laser, jak je uvedeno v epizodě Kdo je Q, a je zřejmě schopna proniknout přímo skrz štíty lodí Federace. 
Podle The Making Star Trek Gene Roddenberry prohlásil, že užívání laserové technologie by mohlo v budoucnu způsobit problémy, jak lidé budou postupně objevovat další využití této technologie, což vedlo k zavedení phaserů, zatímco lasery vešly ve známost jako primitivní a zastaralé zbraně.

### Bič
Ferengijský energetický bič, viděný v epizodě Nejzazší výspa, vypadá jako typický pozemský elektrický bič a používá silné, phaseru podobné pulzy.

## Projektilové zbraně

### Fotonová torpéda
Fotonová torpéda patří k základní výzbroji lodí a objevují se všech seriálech ze světa Star Treku. Enterprise (NX-01) z počátku používá méně účinná prostorová torpéda a teprve od epizody Delfská oblast využívá fotonová torpéda. Menší plavidla Flotily, jako raketoplány a runabouty mohou být vybaveny mikrotorpédy, zmenšenou verzí standardních fotonových torpéd.
Torpédo se skládá z bojové hlavice obsahující antihmotu, která zajišťuje požadovaný účinek. Podle TNG Technical Manual obsahuje 1,5 kg hmoty a stejné množství antihmoty. Když je vypáleno, má vzhled zářící ostnaté koule různé barvy, od červené, oranžové, modré až po zelenou. Podle původních poznámek k TOS a The Making Star Trek je torpédo obrněné, aby prorazilo skrz pancéřování. Jeho maximální energetická výtěžnost je 18,5 a teoreticky až 25 isotun. V epizodě TOS Rovnováha hrůzy bylo fotonové torpédo nahrazeno nukleárním, ale jeho účinek byl podstatně menší. 
Fotonové torpédo je samozřejmě možné přesně dávkovat podle způsobu použití a dále ho vylepšovat. V seriálu Star Trek:Voyager Tuvok a Harry Kim modifikovali fotonové torpédo na gravimetrické z prvotních 54 isotun na 80 isotun, dle rozkazu kapitána Kathryn Janewayové, aby bylo možné zničit částice Omega, které Sedmá z Devíti stabilizovala v borgské Harmonické rezonanční komoře. Podle Kima přitom 50 isotun stačí na zničení malé planety.
V druhé části dílu "Škorpion" posádka Voyageru modifikovala 13 torpéd třídy 6, jedno torpédo třídy 10 s širokým rozptylem a část odpalovacího systému pro použití borgských biomolekulárních hlavic, které byly naplněné modifikovanými nanosondami, které měly zničit druh 8472.
Ve filmu Star Trek VI: Neobjevená země zase Spock a Leonard McCoy upraví torpédo tak, aby vyhledalo plazmové emise maskovaného klingonské válečného ptáka. Pracuje tak na principu tepelně naváděných raket ze současnosti. Rovněž odpalovače torpéd plní různou funkci: od vypouštění sond a satelitů po provizorní rakve (Star Trek II: Khanův hněv).

### Chronitonové torpédo
Unikátní forma zbraně používaná Krenimy z Delta kvadrantu. Fáze zbraně se střídají v čase, tudíž může snadno proniknout skrz štíty a zasáhnout trup. Přestože je velmi mocné, není stoprocentně spolehlivé, protože Sedmá z devíti a Tuvok nalezli jedno nevybuchlé torpédo na palubě Voyageru a poté podle něj upravilo štíty pro případ budoucích útoků (epizoda Rok pekla).

### Polaronové torpédo
Zbraň Dominionu, funguje na stejném principu jako fázové polaronové dělo. Ve hře Starfleet Command III ji mohou používat také Klingoni.

### Gravimetrické torpédo
Torpédo užívané Borgy. Zbraň vysílá komplexní fáze rozptýlených gravitonů, které vytváří gravimetrickou distorzi schopnou roztrhat hvězdnou loď.

### Plazmové torpédo
Zbraň Romulanů, Cardassianů a Gornů. Poškozuje hned několik lodních systémů, ale jeho účinnost klesá se vzdáleností. Romulanská plazmová torpéda se skládají z izotopů trilithia.

### Kvantové torpédo
Poprvé se objevuje v epizodě seriálu Star Trek: Stanice Deep Space Nine Defiant jako nová zbraň lodi USS Defiant, poté je zabudována do Enterprise-E. Svou ničivou sílu čerpá z nenulové energie  a z neznámého důvodu je velmi účinný proti pevnému neutroniu (epizoda Až do smrti).

### Prostorové torpédo
Prostorové torpédo je zbraň z 22. století používaná Enterprise (NX-01), bylo nahrazeno fotonovým torpédem, které je účinnější a může být odpáleno i ve vysoké rychlosti.

### Transfázové torpédo
Bylo vyvinuto okolo roku 2380 v alternativní budoucnosti, speciálně pro vyřešení obrany proti Borgům s přispěním kapitánky Kathryn Janewayové a posádky vesmírné lodě USS Voyager. Je použito v závěrečné epizodě Dohra seriálu Star Trek: Vesmírná loď Voyager. Hlavice torpéda je založena na destruktivním pulzu subprostorové komprese. Při detonaci torpédo vyšle pulz v asymetrické superpozici mnohonásobných fázových stavů. Borgské štíty dovedou blokovat jen jednu z podsložek pulzu, ostatní donesou jeho většinový zbytek k cíli. Celá technologie je podobná bombě s fázovým posunem. Každé torpédo má jinou transfázovou konfiguraci, která je náhodně generována odlišně od zpětnovazebního efektu, aby Borgové nemohli předvídat konfiguraci fázového stavu torpéda, což má za následek neschopnost adaptovat štíty.

### Fázové plazmové torpédo
Fázová plazmová torpéda "vypadávají" z normálního časoprostoru a obcházejí tak štíty, a poté se vrací zpátky a detonují uvnitř trupu. Objevily se pouze v počítačové hře Star Trek: Bridge Commander. Důvodem jejich vzniku byl fakt, že technologie flotily téměř neumožňují zničení borgských plavidel: fázové plazmové torpédo by obešlo štíty a materializovalo by se přímo uvnitř lodi, následná detonace by měla devastující účinek. Nicméně zmenšování velikosti fázových cívek k dosažení nehmotného stavu torpéda vedlo k nestabilitě. Také antihmota v bojové hlavici měla destabilizující účinek na fázové cívky. Byl třeba nový explozivní materiál, který vědci Flotily našli v plazmovém torpédu Romulanů. K naplnění vysoce energetické plazmatické náplně torpéda se využívá plazmatu z lodní warp gondoly.

### Pozitronové torpédo
Zbraň velmi inteligentních Kessoků ze hry Star Trek: Bridge Commander. Silný, velmi pomalu letící projektil, který způsobuje dvakrát větší škody než kvantové torpédo.

### Izokenetické dělo
Objevilo se pouze v jediné epizodě Pohled do minulosti seriálu Star Trek: Vesmírná loď Voyager. Prorazilo 10 metrů silný pancíř z monotania chráněný chromoelektrickým silovým polem. Obchodník se zbraněmi, Kovi, byl nicméně zabit předtím, než stihl dělo nainstalovat. Na palubě Voyageru se tedy nacházelo, ale nebylo nikdy použito. 

### TR-116 Projektilová puška
Prototypová zbraň vyvinutá Federací pro situace, kdy by konvenční energetické zbraně byly k ničemu kvůli tlumícímu poli nebo jinému protiopatření. Je to v podstatě klasická zbraň, ale s poměrně futuristickým vzhledem. Byla představena v seriálu Star Trek: Deep Space Nine epizoda Pohled skrz hledí ve spojení s mikro-transportérem a vizuálním skenerem hlavice. Střelec může zacílit přesně na stovky metrů i skrz pevnou látku. Poté transportér připojený k zásobníku může transportovat střelu přes překážky i při plné rychlosti.

## Biologické, chemické a radioaktivní zbraně

### Thalaronová radiace
Byla poprvé použita ve filmu Star Trek: Nemesis padouchem Shinzonem k vyvraždění celého Romulanského senátu. Později se stejným způsobem pokusil zlikvidovat i posádku Enterprise-E. Thalaronová radiace, i v malém množství, způsobuje téměř okamžitě "zkamenění" živé tkáně. Její vlastnosti dovolují široké uplatnění, od jednotlivců po malé skupiny až po celé planety. Federace ji tudíž zařadila mezi biologické zbraně.

### Metreonová kaskáda
Metreonovou kaskádu objevil doktor Ma'Bor Jetrel z Haakonianského řádu. Nestabilní izotopy metreonu byly použity k vytvoření zničující exploze s radiačními účinky podobnými následkům výbuchu atomové bomby z 20. století. Ti, kteří nezemřeli nebo se nevypařili ihned po prvním výbuchu, utrpěli otravu radiací a následně také zemřeli. Roku 2356 použili Haakoniané metreonovou kaskádu na talaxijském měsíci Rinax a způsobili tak okamžitou smrt tří set tisíc Talaxianů.

### Trilithiová pryskyřice
Je vedlejším produktem warpových motorů a pro lidi je smrtelně jedovatá, ale například pro Cardassiany neškodná. Skupina teroristů se pokusila ukrást trilithiovou pryskyřici z warp jádra Enterprise-D, když kotvila u stanice Arkaria v epizodě Moje loď. Kapitán Benjamin Sisko nechal vybuchnout torpédo naplněné touto látkou v atmosféře planety a učinil ji tak na dalších padesát let neobyvatelnou, aby Makistům zabránil v její kolonizaci (epizoda Kvůli uniformě).

### Kobaltový diselenid
Biologická zbraň působící na nervový systém se skládá ze selenu a nitridů rhodia. Je to protějšek trilithiové pryskyřice: smrtelný pro Cardassiany, ale neškodný pro většinu ostatních humanoidů.

## Zbraně na krátkou vzdálenost

### Federace

#### Bojový nůž KaBar
32,5 cm dlouhý nůž a je součástí standardní výbavy pro boj a přežití na všech lodích. Kapitánka Kathryn Janewayová použila jeden v epizodě Makrokosmos. Ve skutečném světě je KA-BAR oficiální zbraní Námořní pěchoty Spojených států amerických.

#### Katana
Meč Federace japonského původu. Jediným hlavním rozdílem v porovnání se starým mečem je, že startrekovská verze je skládací, takže zabírá minimální prostor při přepravě a skladování. V filmu Star Trek poručík Hikaru Sulu použije skládací katanu, kterou přeřízne šňůry padáku.

### Jem'Hadarové

#### Bajonet
Jem'Hadarové často nasazují bajonety na své plazmové zbraně. Používají je v boji nebo k popravování zajatců.

#### Kar'takin
Tyto rovné čepele používají Jem'Hadarové v boji zblízka. Byly použity členem Hvězdné flotily i Jem'Hadarem v epizodě Až do smrti.

### Klingoni

#### Bat'leth

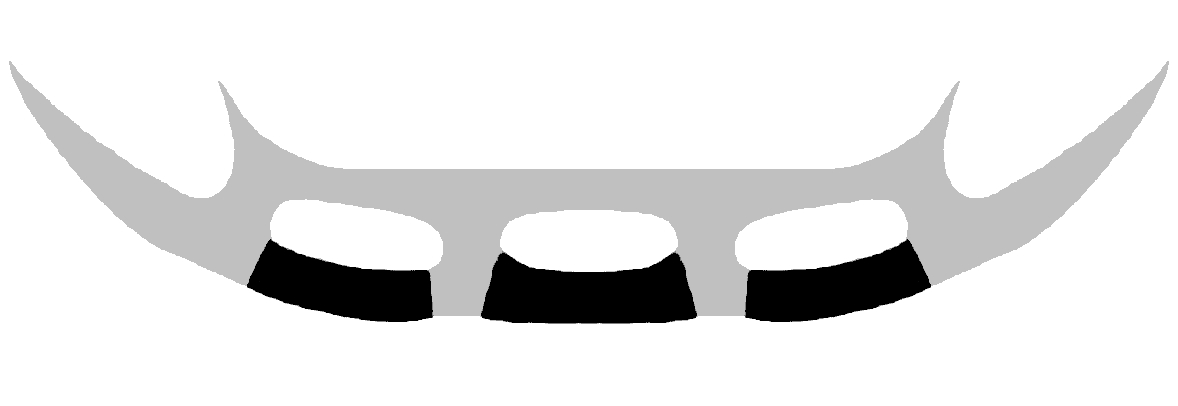
Bat'leth

Bat'leth (čti betlach) je dlouhý klingonský meč navržený nadšencem bojových umění a producentem seriálu Star Trek: Nová generace Danem Currym. Má zakřivenou čepel se špičatými výčnělky a tři držadla podél středu listu. V boji slouží držadla k rychlému otočení ostří. Klingonská ústní historie tvrdí, že první bat'leth byl vytvořen kolem roku 625 NL Kahlessem, jenž upustil pramen svých vlasů do lávy z vulkánu Kri'stak, pak ho zchladil v jezeru Lursor a vykoval z něj čepel. Tu použil k pokoření tyrana Molora a sjednocení všech Klingonů. Tento první bat'leth je známý jako Meč Kahlessův a byl později ukraden Hur'qy. 

#### D'k tahg
Klingonská dýka. Má tři čepele: hlavní s výřezem uprostřed a dvě menší po obou stranách. U některých modelů jsou tyto postranní čepele vystřelovací, u jiných pevné. Je také vybaven ozdobnými tupými hroty na konci hrušky. Nůž byl navržen Gilem Hibbenem a poprvé se objevil ve filmu Star Trek III: Pátrání po Spockovi.

#### Qutluch
Podobně jako d'k tahg je qutluch slavnostní zbraní válečníka. Qutluch byl navržen tak, aby způsobil značné škody na vnitřních orgánech podle klingonských standardů, čímž se stal smrtící zbraní. Qutluch vystupoval v seriálech Star Trek: Nová generace epizodě Hříchy otce a Star Trek: Vesmírná loď Voyager epizoda Opravdový život.

#### Mek'leth
Krátký meč, který se objevil v několika epizodách seriálu Star Trek: Deep Space Nine a ve filmu Star Trek: První kontakt. Navrhl ho Dan Curry; skládá se z krátké, silné, zakřivené čepele s kovovým krytem, který je rovnoběžný s rukojetí a chrání ruku. Worf často využívá mek'leth, jeden vlastní a několikrát ho použil, a to i v boji na blízko proti Borgům.

### Romulané

#### Teral'n
Romulanská dřevcová zbraň podobná trojzubci se zatahovacími čepelemi. Poprvé se objevila ve filmu Star Trek, kde ji používal padouch Nero. V komiksu Countdown je Nerova zbraň odhalena jako Debrune teral'n, starověký artefakt, který symbolizuje moc Romulanské říše. Podobnou zbraň připomínající sekeru používali členové Neronovy posádky. 

### Vulkánci

#### Lirpa
Skládá se z metr dlouhé dřevěné násady a půlkruhového ostří na jedné straně a kovové palice na druhé straně. Kapitán James T. Kirk a Spock použili lirpy, když bojovali o T'Pring během Spockova rituálu Pon farr v epizodě Čas amoku.

#### Ahn'woon
Vulkánská škrtící zbraň podobná gladiátorské házecí síti. Je dlouhá přes 1 metr a na konci má malé koule, které slouží k zamotání nebo omráčení cíle, naproti tomu povrch může omezit dýchání a oběť dokonce udusit.

### Ostatní

#### Ushaan-tor
V epizodě seriálu Star Trek: Enterprise Spojenci dojde k osobnímu souboji mezi kapitánem Archerem a komandérem Shranem. Použitá zbraň se nazývá ushaan-tor a je to andorianské těžební ostří. Je jednoruční, vyrobené z jediného kusu kovu, zhruba 30 cm široké se zubovitou příčnou čepelí.

#### Mortae a Thongy
V epizodě Strážci oblak jsou mortae a thongy těžební nástroje užívané také k bojovým účelům. 

#### Glavin
V epizodě Zákon cti Ligoniané uctívají dávnou tradice boje s jedem potřenou zbraní s názvem Glavin. Je to velká rukavice s drápem na konci a je pokryta desítkami trnů, silně připomínající (a pravděpodobně mající základě v reálném světě) žihadlo na konci ocasu štíra.

## Podprostorové zbraně
Podprostorové zbraně jsou energetické zbraně s přímo řízenou energií, které ovlivňují subprostor. Mohou ho i roztrhat a jsou extrémně nestabilní, takže byly zakázány Druhou khitomerskou smlouvou, ale i tak je některé druhy používají.

### Isolytická bomba
Son'aonská plavidla používají tyto zbraně, jak bylo vidět ve filmu Star Trek: Vzpoura. Enterprise-E byla schopna uniknout před účinky zbraně pouze tak, že odhodila warp jádro a odpálila ho, čímž uzavřela subprostorovou trhlinu, kterou Isolytický výbuch způsobuje. Podle Khitomerského zákona jsou subprostorové zbraně zakázány, neboť jejich účinek a nestabilní povaha jsou naprosto nepředvídatelné.

### Trikobaltové nálože
Torpédo s vysokou účinností proti statickým cílům, vytváří totiž díry v subprostoru. USS Voyager použil dvě trikobaltové nálože ke zničení stanice Ochránce v epizodě Ochránce. Kromě Federace užívají tuto technologii také Tholiané, jak ukázala epizoda V zemi za zrcadlem. Ve hrách Star Trek Armada a Star Trek Armada II lodě vyzbrojené trikobaltovými náložemi fungují jako dělostřelecká podpora. Federační třída Steamrunner, klingonská Chuq'Beh, romulanská Raptor a Borgská Harbinger jsou schopné je také používat. Princip fungování zbraně není znám, ale spekuluje se o použití Kobaltu-60. (epizody Spiknutí na Voyageru a V zemi za zrcadlem)

## Ostatní zbraně

### Magnetometricky řízené výboje
Okolo hvězdného data 43.995 Borgové použili tuto zbraň k vylákání Enterprise-D z mlhoviny Paulson, aby následně zajali kapitána Jean Luca Picarda.

### Multikinetické neutronové miny
Borgská zbraň hromadného ničení určená proti Druhu 8472. Sedmá z Devíti ji navrhla jako prostředek k rozptýlení modifikovaných nanosond. Při plné náloži, která může činit až 5 milionů isotun, je schopna zdevastovat subprostor v okruhu 5 světelných let spolu s celým přilehlým hvězdným systémem. Kapitán Janewayová tuto možnost vyloučila a ihned navrhla alternativu v podobě fotonového torpéda s vysokou náloží 200 isotun s širokým rozptylem a několika menšími modifikovanými torpédy s biomolekulární hlavicí.

### Dreadnought
Dreadnought byl cardassijská samonaváděcí raketa, která obsahovala jednu tunu hmoty a stejné množství antihmoty. Podle Tuvoka byla její síla dostačující ke zničení malého měsíce. Ve skutečnosti se zařízení více podobalo samostatnému plavidlu: mělo podporu života, štíty, phasery, fotonová torpéda a pohon schopný dosáhnout rychlosti Warp 9. Objevila se v epizodě Démon, kde mimo jiné vyplynulo, že ji B´Elanna Torresová ještě coby příslušnice Makistů přeprogramovala a poslala ji zničit Cardassijské palivové sklady na Ashelanu V.

### Série 5 obrněná taktická jednotka dlouhého dosahu
Měla stejný účel a velmi podobné vybavení jako cardassijský Dreadnought, ale byla podstatně menší. Také její účinek byl založený na reakci hmoty a antihmoty, dokázala zničit vše v okruhu 200 kilometrů. Jejími autory byli Druodové z Delta kvadrantu (epizoda Bomba).

### Zbraně Q
Byly použity v občanské válce rasy Q. Lze předpokládat, že jejich aktuální forma je pro lidi nepochopitelná, stejně jako kontinuum Q. Použití zbraní vyvolá v normální realitě jako vedlejší efekt výbuch supernovy. Jsou to pravděpodobně nejsilnější zbraně, které kdy jakýkoliv z humanoidních druhů ovládal, protože jsou schopné zranit jinak nezranitelné bytosti Q.

### Rudá hmota
Rudá hmota byla vynalezena na Vulkánu před rokem 2387. Když se vznítí i jen malá kapka této substance, vyvolá nestabilní singularitu, takže musí být skladována v ochranné komoře. Původně byla určena k záchraně domovské planety Romulanů, ale její vývoj byl dokončen příliš pozdě. Zkáza Romulu poté vyprovokovala Nerona, aby se se svou lodí Narada přenesl do minulosti a "na oplátku" rudou hmotou zničil Vulkán. Narada byla později zničena a s ní i veškerá zbývající rudá hmota.	